# Rosie Malek-Yonan
Rosie Malek-Yonan este o actriță, scriitoare și activistă politic de origine asiriană.